# Neopelma pallescens
El saltarín ventriblanco (Neopelma pallescens), también denominado bailarín de vientre pálido, es una especie de ave paseriforme de la familia Pipridae perteneciente al género Neopelma. Es nativo del centro este de América del Sur.

## Distribución y hábitat
Se distribuye de forma fragmentada y local en el sur de Guyana y sur de Surinam; y por el este, centro y sureste de Brasil (en ambos lados del bajo río Amazonas y bajo río Tapajós, desde Maranhão al suroeste hasta el sur de Mato Grosso, y desde Río Grande del Norte al sur hasta el oeste de São Paulo) y extremo noreste de Bolivia (Serranía de Huanchaca, en el noreste de Santa Cruz).
Esta especie es considerada poco común y local sus hábitats naturales: los estratos medio y bajo de bosques caducifolios y en galería hasta los 900 m s. n. m. de altitud.

## Descripción
El saltarín ventriblanco mide alrededor de 13 cm de longitud. El plumaje de sus partes superiores es de color verde oliváceo, mientras que las inferiores son blanquecinas con cierto veteado oliva en garganta y pecho. En el píleo presenta una lista longitudinal amarilla de plumas eréctiles. Su pico es corto y con la punta negruzca, y el iris de sus ojos es amarillento. Es el más uniforme de un género ya uniforme y el único con vientre blancuzco, no amarillo.

## Sistemática

### Descripción original
La especie N. pallescens fue descrita por primera vez por el naturalista francés Frédéric de Lafresnaye en 1853 bajo el nombre científico Tyrannula pallescens; su localidad tipo es: «Bahía, Brasil».

### Etimología
El nombre genérico neutro «Neopelma» se compone de las palabras del griego «neos» que significa ‘nuevo’, ‘diferente’, y «pelma, pelmatos» que significa ‘suela del pie’; y el nombre de la especie «pallescens», en latín significa ‘pálido’.

### Taxonomía
Es monotípico.